# Christopher Rice
Pour les personnes ayant le même patronyme, voir Rice.
Œuvres principales
- A Density of Souls
- The Snow Garden
- The Heavens Rise
- The Vines

Christopher Travis Rice dit Christopher Rice, né le 11 mars 1978 à Berkeley, en Californie' est un romancier américain. Il est auteur de plusieurs romans policiers.

## Biographie
Christopher Rice naît le 11 mars 1978 à Berkeley, en Californie. Sa mère, Anne Rice (1941-2021), est romancière et son père, Stan Rice (1942-2002), poète. Sa tante, Alice Borchardt (1939-2007), est écrivaine. Il grandit à La Nouvelle-Orléans, en Louisiane.
En 1996, il entre à l'Isidore Newman School, puis il poursuit ses études à l'Université Brown et au Tisch School of the Arts : il n'obtient aucun diplôme. Après les études, il déménage à Los Angeles pour découvrir l'écriture de scénarios.
Il est ami de son collègue écrivain Clive Barker. Contrairement à sa mère, il n'écrit pas des romans d'horreur, sauf qu'il considère que ses livres sont des romans policiers où il utilise suspense, fantastique ou cadre historique.

## Homosexualité dans son œuvre
Christopher Rice est ouvertement homosexuel. Ses œuvres traduisent souvent la vie contemporaine des homosexuels américains. Lorsqu'en 2002, une question lui est posée sur son rattachement comme « écrivain gay », il répond :

« Ce n'est pas ce que je fais. Je pourrais être plus ouvert à cette étiquette si je n'avais pas mis en place l'ensemble des personnages. Certes, A Density of Souls est aussi proche d'un livre gay que vous pouvez l'obtenir. Il s'articule autour de l'homosexualité d'un personnage, et d'autres sont décrits en termes de leur réaction à sa sexualité. Dans ce sens, c'est le cœur du livre. The Snow Garden parle de l'identité. Avec ce livre, j'essaie de mettre à distance le terme d'auteur « gay » »

.
Entre-temps, il écrit également des chroniques régulières pour le magazine national gay et lesbien The Advocate, sous le titre de Coastal Disturbances, dans lequel il parle de divers sujets.

## Œuvres

### Romans

#### SérieCharlotte Rowe
- (en) Bone Music: A Burning Girl Thriller, 2018
- (en) Blood Echo, 2019
- (en) Blood Victory, 2020

### Romans érotiques
- (en) The Flame, 2014
- (en) The Surrender Gate, 2015
- (en) Kiss The Flame, 2015
- (en) Dance of Desire, 2016
- (en) Desire & Ice, 2016

#### Autres romans
- (en) A Density of Souls, 2000
- (en) Snow Garden, 2001Prix Lambda Literary du meilleur roman policier
- (en) Light Before Day, 2005
- (en) Blind Fall, 2008
- (en) The Moonlit Earth, 2010
- (en) The Heavens Rise, 2013
- (en) The Vines, 2014
- (en) Ramses the Damned: The Passion of Cleopatra, 2017Écrit avec Anne Rice.
- (en) Decimate, 2022